# Pemba South (vùng)
Pemba South là một vùng của Tanzania. Thủ phủ của vùng Pemba South đóng tại Chake Chake. Vùng Pemba South có diện tích 332 ki lô mét vuông. Đến thời điểm điều tra dân số ngày 25 tháng 8 năm 2002, vùng Pemba South có dân số 176153 người.